# Educación comunitaria

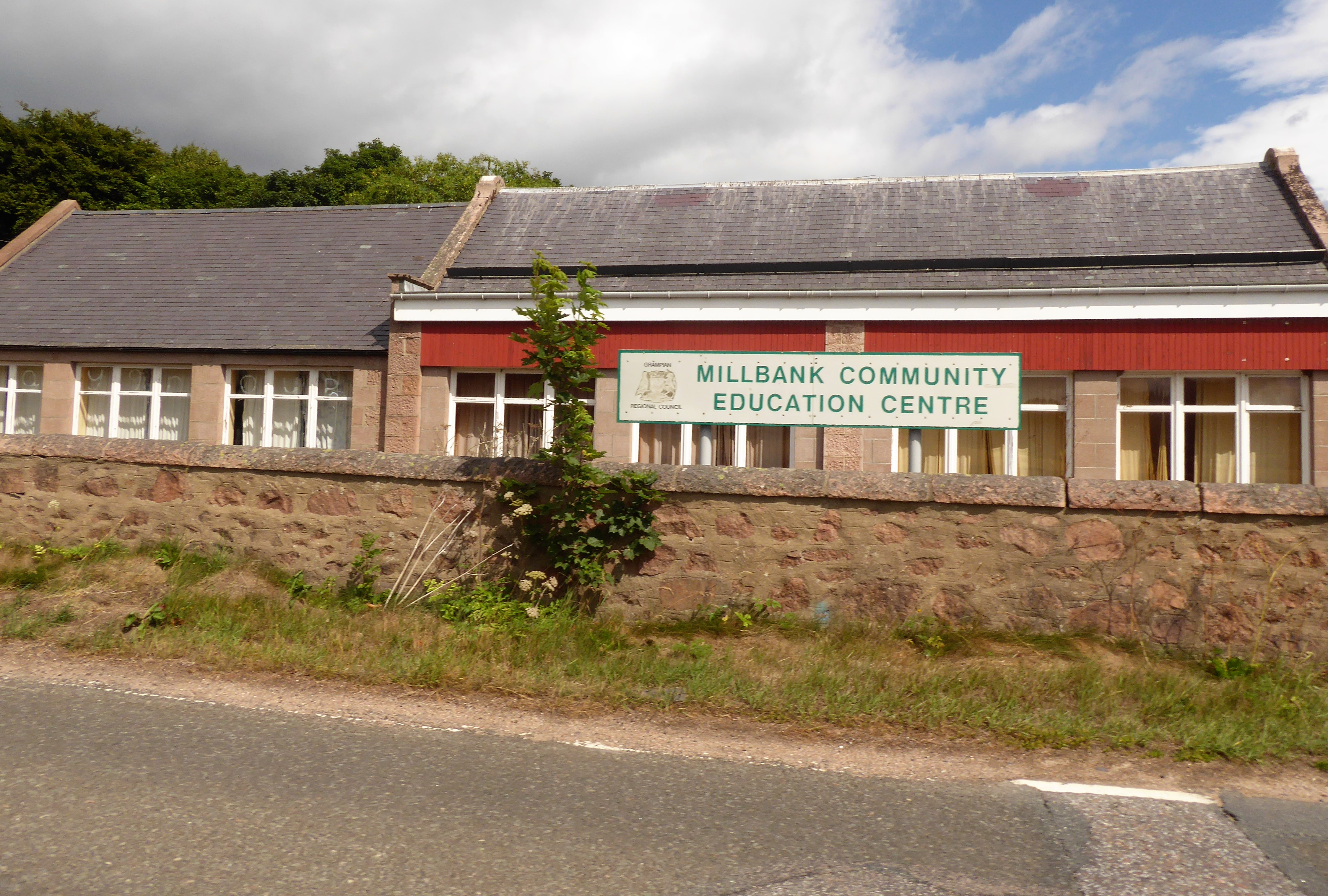
Centro educativo comunitario de Millbank.

La educación comunitaria hace referencia a un conjunto de procesos de transferencia de información, experiencias y prácticas que ocurren en espacios comunitarios y cotidianos, sean laborales, familiares y sociales, durante toda la vida de las personas y que contribuyen a su formación integral. La educación comunitaria ocurre fuera de los espacios públicos y privados de enseñanza primaria, educación secundaria y educación superior, e incorpora procesos de enseñanza y aprendizaje de culturas tradicionales y ancestrales. El objetivo de la educación comuntaria es el desarrollo comunitario y se trata de una educación basada en las siguientes premisas:
- una formación para y desde la comunidad[4]
- una formación en la comunidad[5]
- una formación con y por la comunidad[6]

## Educación comunitaria por país

### Perú
En Perú, el 19 de octubre de 2018 se aprobaron los Lineamientos de Educación Comunitaria a través de la Resolución Ministerial- N.° 571-2018 del Ministerio de Educación de Perú con el objetivo de «contribuir a la formación permanente, integral e intercultural, de los niños, niñas, jóvenes y adultos en ámbitos comunitarios, en el marco de una sociedad educadora y de una comunidad de aprendizaje».